# Edgar Salvé
Edgar Salvé (Bensberg, 1 augustus 1946) is een voormalige Belgische atleet, die gespecialiseerd was in de middellange afstand. Hij nam tweemaal deel aan de Olympische Spelen.

## Biografie
Salvé nam op de 1500 m deel aan de Olympische Spelen van 1968 in Mexico-Stad. Alhoewel zijn voorbereiding verstoord was door een voetbreuk in 1967 en een beenvliesontsteking in 1968, haalde hij toch de halve finale. Vier jaar later op de Olympische Spelen van 1972 in München viel hij in de reeksen en miste hij op 0,4 s de kwalificatie voor de halve finale.
Edgar Salvé behaalde zijn beste resultaten op Europese kampioenschappen in 1969. Hij werd toen Europees indoorkampioen op de 1500 m, terwijl hij later in datzelfde jaar op het Europese outdoorkampioenschappen in Athene op dezelfde afstand vierde in de finale werd met een persoonlijke besttijd van 3.39,9.
Salvé behaalde geen enkele Belgische seniorentitel AC.
Eenmaal nam hij ook deel aan het wereldkampioenschap veldlopen.
Salvé werd getraind door Marcel Alavoine. Na diens overlijden in 1967 werd hij zijn eigen trainer.  Na zijn carrière als atleet werd hij trainer en later technisch directeur van de Franstalige Atletiekliga LBFA.

### Clubs
Edgar Salvé was aangesloten bij FC Luik.

## Internationale kampioenschappen
| onderdeel | titel                   | jaar |
| --------- | ----------------------- | ---- |
| 1500 m    | Europees indoorkampioen | 1969 |

### Persoonlijk record
| Onderdeel | Prestatie | Datum             | Plaats |
| --------- | --------- | ----------------- | ------ |
| 1500 m    | 3.39,9    | 20 september 1969 | Athene |

## Palmares

### 1500 m
- 1968: 10e ½ fin. OS in Mexico-Stad – 3.58,1
- 1969:  EK indoor (European Indoor Games) in Belgrado – 3.45,9
- 1969: 4e EK in Athene -3,39,9
- 1970: 7e EK indoor in Wenen – 3.54,5
- 1971: 4e reeks EK indoor in Sofia – 3.48,9
- 1972: 6e reeks OS München – 3.42,1
- 1973: 4e reeks EK indoor in Rotterdam – 3.45,81

### 3000 m
- 1971: 8e reeks EK indoor in Sofia – 8.52,0
- 1975: 7e EK indoor in Katowice – 8.04,4

### veldlopen
- 1973: 40e WK in Waregem

## Onderscheidingen
- 1969: Grote ereprijs van de KBAB